# Futbol'nyj Klub Mordovija 2015-2016
Questa voce raccoglie le informazioni riguardanti il Futbol'nyj Klub Mordovija nelle competizioni ufficiali della stagione 2015-2016.

## Stagione
Dopo la tranquilla salvezza della precedente stagione, la squadra finì ultima retrocedendo.

## Maglie
| Manica sinistra · Maglietta · Manica destra · Pantaloncini · Calzettoni | Manica sinistra · Maglietta · Manica destra · Pantaloncini · Calzettoni |

## Rosa
| N. |                        | Ruolo | Calciatore          |
| -- | ---------------------- | ----- | ------------------- |
| 1  | Moldavia (bandiera)    | P     | Ilie Cebanu         |
| 3  | Russia (bandiera)      | D     | Evgeniy Gapon       |
| 4  | Bielorussia (bandiera) | D     | Igor Shitov         |
| 5  | Georgia (bandiera)     | D     | Mamuka Kobakhidze   |
| 8  | Russia (bandiera)      | C     | Anton Bober         |
| 11 | Russia (bandiera)      | A     | Pavel Ignatovich    |
| 13 | Russia (bandiera)      | A     | Mikhail Markin      |
| 15 | Azerbaigian (bandiera) | C     | Emin Mahmudov       |
| 16 | Slovenia (bandiera)    | C     | Dalibor Stevanovic  |
| 17 | Russia (bandiera)      | D     | Aslan Dudiev        |
| 22 | Russia (bandiera)      | A     | Sergey Samodin      |
| 23 | Russia (bandiera)      | A     | Ruslan Mukhametshin |
| 25 | Russia (bandiera)      | C     | Evgeniy Shipitsin   |
| 32 | Serbia (bandiera)      | D     | Marko Lomic         |
| 33 | Russia (bandiera)      | D     | Vladimir Rykov      |

| N. |                       | Ruolo | Calciatore          |
| -- | --------------------- | ----- | ------------------- |
| 40 | Serbia (bandiera)     | D     | Milan Perendija     |
| 48 | Russia (bandiera)     | A     | Evgeniy Lutsenko    |
| 55 | Russia (bandiera)     | D     | Ruslan Nakhushev    |
| 57 | Russia (bandiera)     | D     | Ruslan Navletov     |
| 71 | Russia (bandiera)     | D     | Maksim Tishkin      |
| 77 | Georgia (bandiera)    | P     | Nuk'ri Revishvili   |
| 84 | Russia (bandiera)     | C     | Oleg Vlasov         |
| 88 | Russia (bandiera)     | C     | Aleksey Ivanov      |
| 89 | Russia (bandiera)     | P     | Denis Shebanov      |
| 97 | Guadalupa (bandiera)  | D     | Thomas Phibel       |
| -  | Francia (bandiera)    | C     | Damien Le Tallec    |
| -  | Suriname (bandiera)   | C     | Mitchell Donald     |
| -  | Russia (bandiera)     | C     | Vladislav Nurgaleev |
| -  | Russia (bandiera)     | A     | Dmitriy Sysuev      |
| -  | Portogallo (bandiera) | A     | Yannick Djaló       |

## Risultati

### Prem'er-Liga
| Arbitro: | Igor Nizovtsev |

|  |           |                    |
|  | Marcatori | 60’ Petar Skuletic |

| Arbitro: | Kirill Levnikov |

|                                               |           |                                                 |
| Aleksey Ionov 12’ Mathieu Valbuena 28’ (rig.) | Marcatori | 24’ Evgeniy Lutsenko 82’ (rig.) Mitchell Donald |

| Arbitro: | Mikhail Vilkov |

|                         |           |                       |
| Evgeniy Lutsenko 90'+1’ | Marcatori | 41’ Edgar Manucharyan |

| Groznyj 7 agosto 2015, ore 18:00 4ª giornata | Terek Groznyj    | 0 – 0 referto | Mordovija | Stadio Sultan Bilimkhanov (12.470 spett.)\| Arbitro: \| Aleksey Matyunin \| |
| Arbitro:                                     | Aleksey Matyunin |               |           |                                                                             |

| Arbitro: | Aleksey Eskov |

|  |           |                     |
|  | Marcatori | 82’ Dmitri Stotskiy |

| Krasnodar 23 agosto 2015, ore 19:00 6ª giornata | Krasnodar        | 0 – 0 referto | Mordovija | Stadio FC Krasnodar (7.066 spett.)\| Arbitro: \| Aleksey Nikolaev \| |
| Arbitro:                                        | Aleksey Nikolaev |               |           |                                                                      |

| Arbitro: | Sergey Karasev |

|                                                       |           |                     |
| Dalibor Stevanovic 37’ (rig.) Ruslan Mukhametshin 49’ | Marcatori | 61’ Igor Portnyagin |

| Arbitro: | Aleksey Matyunin |

|                    |           |  |
| Georgi Gabulov 30’ | Marcatori |  |

| Arbitro: | Igor Nizovtsev |

|                                                                                     |           | |
| Evgeniy Lutsenko 1’ Vladimir Rykov 13’ Ruslan Mukhametshin 15’ Evgeniy Lutsenko 68’ | Marcatori | 50’ Kirill Panchenko 58’ Zoran Tosic 59’ Seydou Doumbia 80’ Ahmed Musa 85’ Ahmed Musa 88’ Seydou Doumbia |

| Arbitro: | Vladislav Bezborodov |

|                                            |           |                         |
| Alikhan Shavaev 55’ Georgi Peev 67’ (rig.) | Marcatori | 24’ Ruslan Mukhametshin |

| Arbitro: | Vladimir Moskalev |

|  |           |                 |
|  | Marcatori | 4’ Ivelin Popov |

| Arbitro: | Aleksey Nikolaev |

|                                                                      |           |                                            |
| Ruslan Nakhushev 17’ (aut.) Sardar Azmoun 83’ Aleksandr Bukharov 85’ | Marcatori | 24’ Vladimir Rykov 58’ Ruslan Mukhametshin |

| Arbitro: | Sergey Karasev |

|                      |           |                    |
| Evgeniy Lutsenko 59’ | Marcatori | 63’ Ibrahima Balde |

| San Pietroburgo 31 ottobre 2015, ore 15:00 14ª giornata | Zenit San Pietroburgo | 0 – 0 referto | Mordovija | Stadio Petrovsky (15.647 spett.)\| Arbitro: \| Mikhail Vilkov \| |
| Arbitro:                                                | Mikhail Vilkov        |               |           |                                                                  |

| Arbitro: | Aleksey Eskov |

|                                                                            |           |  |
| Oleg Vlasov 3’ Evgeniy Lutsenko 18’ Evgeniy Lutsenko 54’ Yannick Djaló 70’ | Marcatori |  |

| Arbitro: | Vladimir Moskalev |

|                      |           |                       |
| Damien Le Tallec 75’ | Marcatori | 33’ Aleksandr Tashaev |

| Arbitro: | Vladislav Bezborodov |

|                                                               |           |                   |
| Aleksandr Sapeta 37’ Aleksandr Sapeta 41’ Spartak Gogniev 83’ | Marcatori | 23’ Thomas Phibel |

| Saransk 3 dicembre 2015, ore 17:00 18ª giornata | Mordovija      | 0 – 0 referto | Terek Groznyj | Stadio Start (4.272 spett.)\| Arbitro: \| Vitali Meshkov \| |
| Arbitro:                                        | Vitali Meshkov |               |               |                                                             |

| Arbitro: | Sergej Ivanov |

|                        |           |                        |
| Aleksey Nikitin 90'+3’ | Marcatori | 64’ (rig.) Marko Lomic |

| Arbitro: | Aleksey Eskov |

|  |           |                  |
|  | Marcatori | 24’ Fedor Smolov |

| Arbitro: | Aleksey Matyunin |

|                        |           |                         |
| Gökdeniz Karadeniz 65’ | Marcatori | 18’ Ruslan Mukhametshin |

| Arbitro: | Igor Fedotov |

|                      |           |                                       |
| Evgeniy Lutsenko 81’ | Marcatori | 4’ Ivan Taranov 65’ Sergey Kornilenko |

| Arbitro: | Mikhail Vilkov |

| |           |                    |
| Igor Shitov 3’ (aut.) Roman Eremenko 11’ Aleksandr Golovin 23’ Ahmed Musa 25’ Sergey Ignashevich 27’ Roman Eremenko 76’ Alan Dzagoev 78’ | Marcatori | 68’ Sergey Samodin |

| Arbitro: | Kirill Levnikov |

|                         |           |                      |
| Ruslan Mukhametshin 53’ | Marcatori | 32’ Georgiy Dzhikiya |

| Arbitro: | Vladislav Bezborodov |

|                                           |           |                                         |
| Salvatore Bocchetti 49’ Quincy Promes 58’ | Marcatori | 42’ Sergey Samodin 62’ Evgeniy Lutsenko |

| Arbitro: | Vladimir Moskalev |

|                                                  |           |                   |
| Sergey Samodin 56’ Dalibor Stevanovic 86’ (rig.) | Marcatori | 67’ Sardar Azmoun |

| Arbitro: | Sergej Ivanov |

|                   |           |                                         |
| Ibrahima Balde 6’ | Marcatori | 2’ Evgeniy Lutsenko 85’ Milan Perendija |

| Arbitro: | Aleksey Eskov |

|  |           |                                                 |
|  | Marcatori | 45’ Axel Witsel 54’ (rig.) Hulk 71’ (rig.) Hulk |

| Arbitro: | Aleksey Matyunin |

|                                                              |           |  |
| Yannick Boli 40’ Karlen Mkrtchyan 58’ Magomed Musalov 90'+1’ | Marcatori |  |

| Arbitro: | Vladislav Bezborodov |

|                                                                    |           |  |
| Rifat Zhemaletdinov 28’ Petar Skuletic 56’ Rifat Zhemaletdinov 66’ | Marcatori |  |

### Kubok Rossii
| Arbitro: | Ivan Saraev |

|                     |           |  |
| Igor Chernyshov 47’ | Marcatori |  |